# Burj Hammoud
Burj Hammoud o Bourj Hammud (en armenio: Պուրճ Համուտ) es una ciudad y municipio libanés localizado al noreste de la capital Beirut, en el distrito de Metn y forma parte del Gran Beirut. La ciudad está habita principalmente por armenios. Burj Hammoud es un área mixta residencial, industrial y comercial y es uno de los distritos más densamente poblados del levante mediterráneo.

## Historia
Burj Hammoud fue fundado por supervivientes del Genocidio armenio por los jóvenes turcos en 1915 como parte del plan para la eliminación de todos los infieles de Turquía. El barrio se expandió sobre todo en los años 30s. Cuando los armenios enfermos y agotados tras sobrevivir la Marcha de la muerte en Deir ez-Zor (Siria) llegaron a Beirut tras el colapso del Imperio otomano, los maronitas le dieron el derecho a construir barracas en el banco este del río Beirut, qué eran pantanos y ciénagas en ese tiempo. Posteriormente se les permitió la construcción de casas y edificios que aún podemos encontrar hoy en día. En 1952, Burj Hammoud se convería en un municipio independiente y es actualmente un miembro de las municipalidades del grupo de Metn-Norte.
El padre fundador de Burj Hammoud y su municipio fue el padre católico armenio Paul Ariss (en Armenio Հայր Պօղոս Արիս) quién fue un instrumento importante para la fundación de una ciudad dinámica y centro para la comunidad armenia en el Líbano y fue durante mucho tiempo su alcalde. El municipio nombró una calle principal en Burj Hammoud en su honor a su nombre, en reconocimiento por sus grandes contribuciones al establecimiento y desarrollo de la ciudad.
Durante su fundación y poblamiento temprano, Burj Hammoud fue un foco de rivalidad entre dos partidos políticos armenios, la Armenian Federación Revolucionaria y el Social Demócrata Hunchakian Partido, que lucharon por mantener el control de la recién establecida favela-ciudad. Esto llevó a varios altercados e incluidos asesinatos que sacudieron a la comunidad armenia del Líbano, alcanzando su pico máximo durante la crisis de Líbano de 1958, cuando los simpatizantes de ambos partidos tomaron posiciones muy polarizadas debido a disputas religiones concernientes a que [[catholicos]] sería el líder de la Armenian Apostolic Iglesia. Sin embargo, en medio de la lucha sectaria a finales de los 60s y a principios de los 70s, la comunidad armenia libanesa inició a cerrar filas, y ya para 1972, el partido Hunchakian se unió a los Dashnaks, dando por concluido el conflicto.

### Guerra civil
La guerra civil libanesa acechó la existencia de Beirut Armenian comunidad. Armenians Sentía la necesidad de enganchar cercana a cada cual otro durante aquel tiempo turbulento, así, reunieron en Bourj Hammoud. Armenian La presencia era ya evidente en Bourj Hammoud por su múltiple Armenian iglesias y centros comunitarios.
Durante la guerra civil libanesa, muchos jóvenes Armenios tomaron las armas para defenderse de las fuerzas opuestas. Sin embargo, la Armenian Federación Revolucionaria, el partido político armenio que representaba a la mayoría de los armenios en la diáspora, trató de permanecer neutral. A causa de la política armenia de neutralidad cuando los cristianos eran masacrados en el país, los grupos militares maronitas hicieron presión sobre los habitantes de Burj Hammond para lograr su apyo, incluso con ataques al barrio.

### Conflicto Israelí-Libanés de 2006
Durante el 2006 Israel-conflicto de Líbano, los refugiados fueron acogidos en las iglesias, escuelas y otros complejos de Burj Hammoud donde se les brindó comida y cobijo. Turquía propuso enviar algunos de sus tropas al Líbano como parte de la UNIFIL. La mayoría de los armenios se opuso a la participición de Turquía. Hubo demostraciones en contra de las fuerzas turcas en Burj Hammoud.

## Geografía

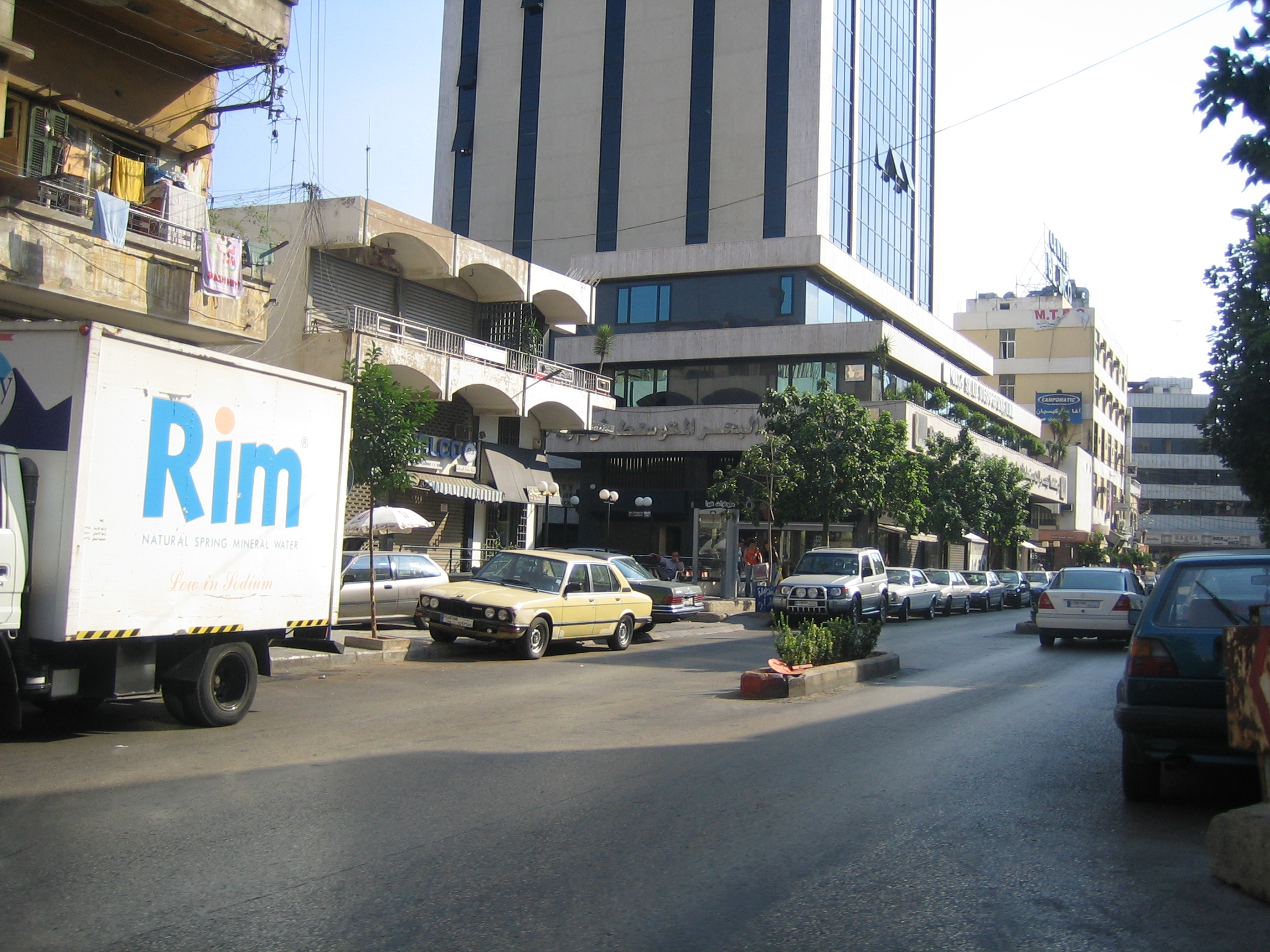
Centro comercial en una área comercial en Burj Hammoud

Bourj Hammoud se ubica en 33°53′37″N 35°32′25″E / 33.89361, 35.54028  /  / 33.89361; 35.54028 (33.893611, 35.540278) justo al lado de la autovía y rodeado por las comunidades de Dora, Karantina, Pecado el Fil y Achrafieh.
La mayoría de los edificios residenciales y casas de Burj Hammoud se construyeron en los años 30s a los 70s. Son normalmente de dos a cuatro pisos de alto. Son casas de estilo balcánico, con balcones de madera sobre las estrechas calles del suburbio. La mayor parte de la actividad comercial se hace a nivel de calle. La ciudad es dinámica y trabajadora a pesar de que afronta algunos problemas medioambientales debido a su ubicación en las afueras de Beirut. El barrio está atravesado por varias autopistas y le da la espalda al mar, del cual ha reclamado algunas hectáreas de tierra. Burj Hammoud posee un gran número de iglesias, escuelas, centros culturales e instituciones en su vecindad.

## Distritos
Burj Hamoud se divide a su vez en unos siete distritos o barrios de importancia (nombre transliterado y, en paréntesis, el nombre de árabe):

### Dora (الدورة)
Dora es un distrito de importancia comercial y residencial bajo la administración del municipio de Burj Hammoud, con un sector industrial de gran envergadura en su área geográfica. Dora es un barrio mayoritariamente cristiano de Beirut, pero libaneses de otras religiones también se han mudado al mismo en búsqueda de la seguridad de un barrio cristiano. Trabajadores extranjeros, especialmente egipcios, Sri Lankans también viven en Dora debido al bajo costo de los alquileres.

### Naba'Un (النبعة)
Naba'Un o Nabaa es un suburbio que tiene tanto zonas comerciales como residenciales y es uno del más densamente poblados del Oriente Medio. Naba'Un está administrado por el municipio de Burj Hammoud y limita con Sin el Fil. Es el principal sector musulmán de Burj Hammoud habitado musulmanes Chiitas fieles a Hezbolá con una minoría de cristianos Armenians. Aun así, los cambios demográficos debido a la guerra civil libanesa han resultado en un aumento de libaneses de otras religiones así como trabajadores extranjeros, especialmente de Siria, Egipto y asiáticos y trabajadores emigrantes africanos debido a los alquileres más bajos y oportunidades de trabajo disponibles en el área.

### Nahr (Río) (النهر)
Nahr es el área más cercana a Beirut y hace frontera con el Río de Beirut que sirve como una división administrativa entre Burj Hammoud y la capital Beirut. Un importante centro de tráfico, sirve de enlace a la capital libanesa a través de dos puentes llamados Jisr Beirut (en árabe جسر بيروت, cruce sobre el río)

### Ghilan (غيلان)
Ghilan se bica en la parte oriental de Bourj Hammoud con una altitud más alta en comparación con otras partes de la ciudad.

## Presencia armenia
La mayoría de las calles de Burj Hammoud reciben el nombre de ciudades de la actual Armenia y de ciudades armenias actualmente en Turquía, a donde la población armenia local traza sus raíces, como Marash, Sis, Adana, Aragats, Cilicia, Armenia, Ereván, etc. Muchas calles son exclusivamente conocidas por su denominación popular mientras que el nombre formal o legal es ignorado; uno de esos casos es la calle Amanos, que lleva el nombre de las regiones pobladas por los armenios del sur de Turquía central (actualmente Nur Dağları), algunos de cuyos habitantes pueden ignorar completamente que la calle se llama oficialmente Maggie El Hajj.

## Galería

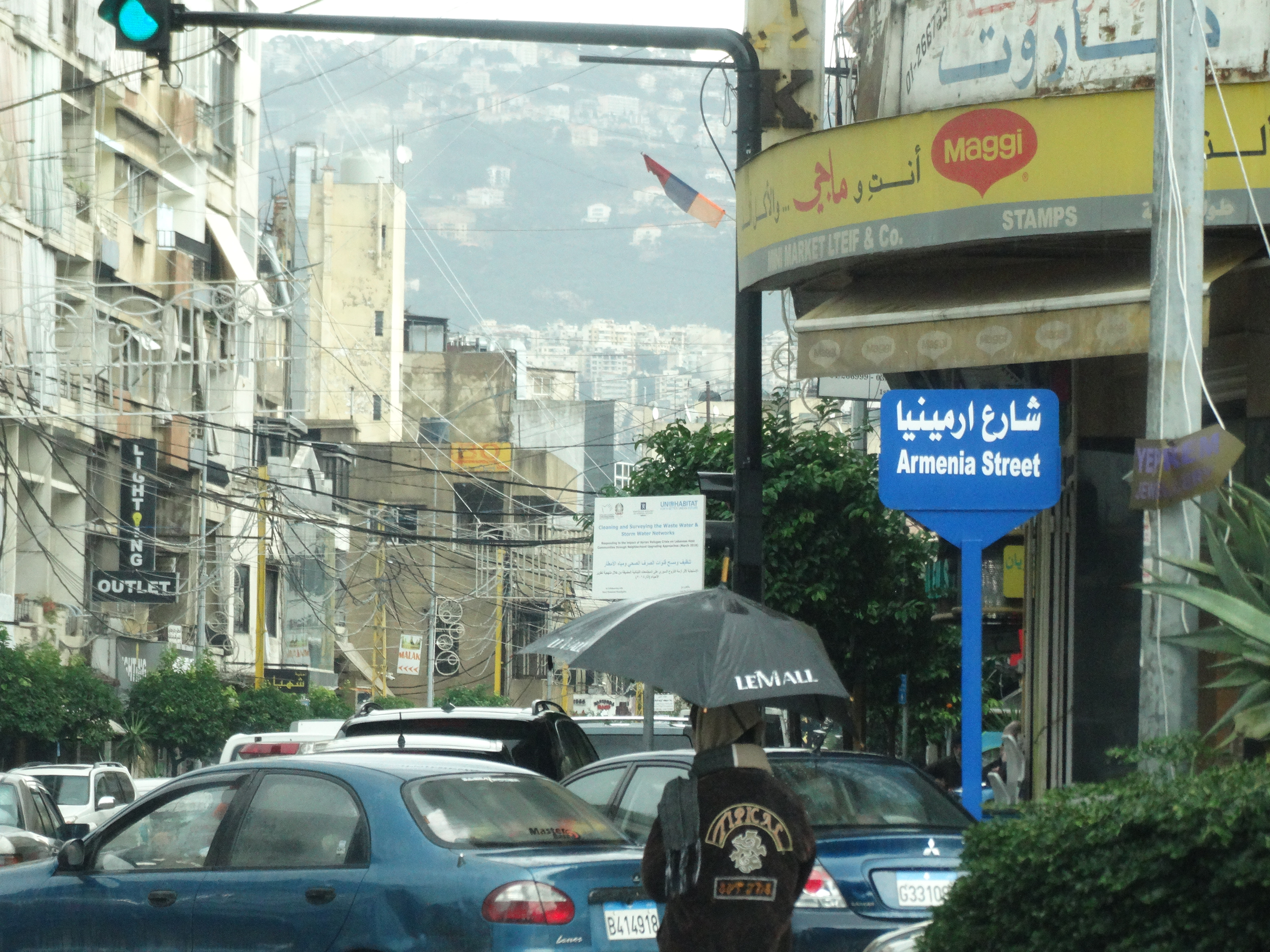
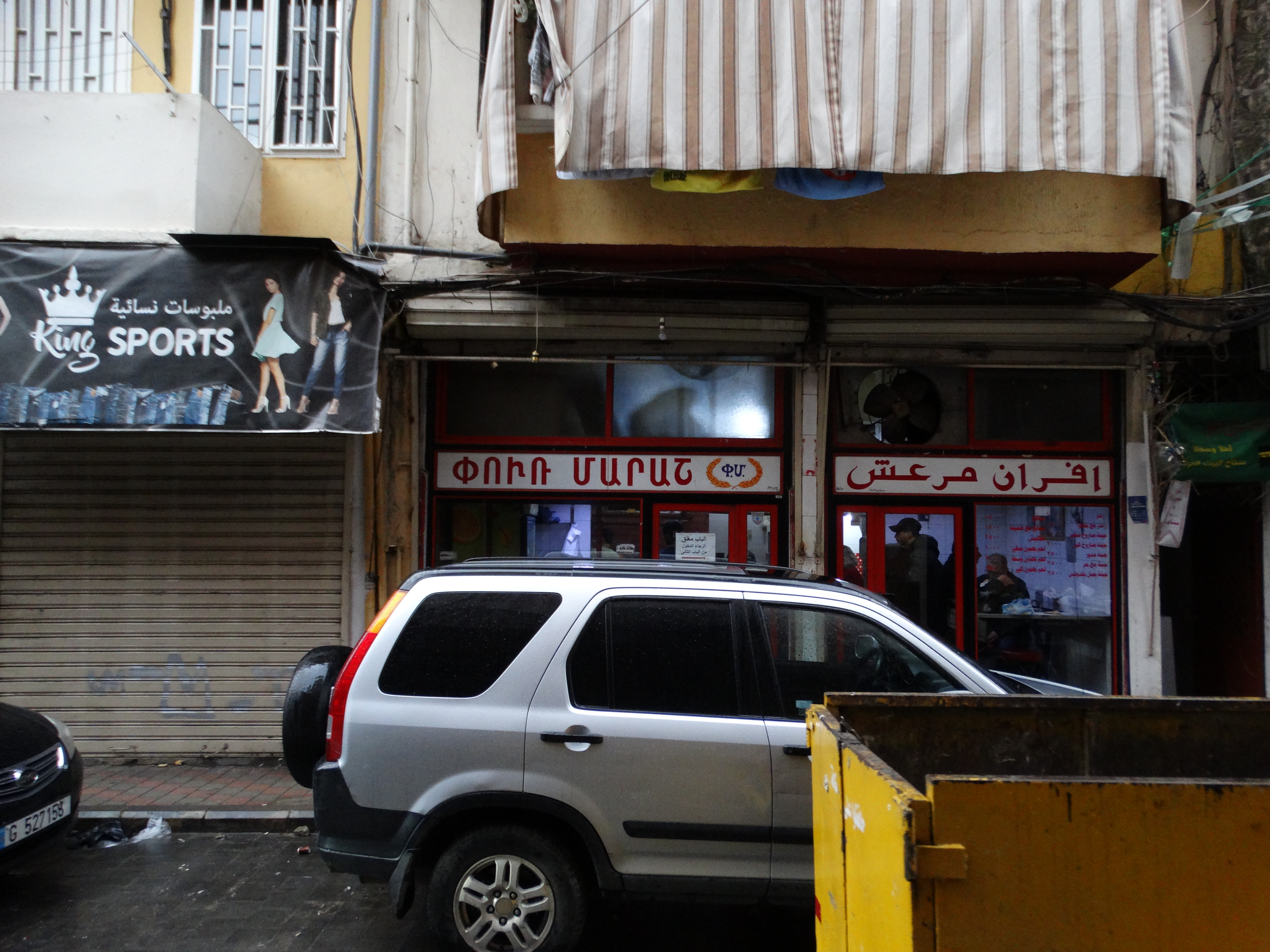
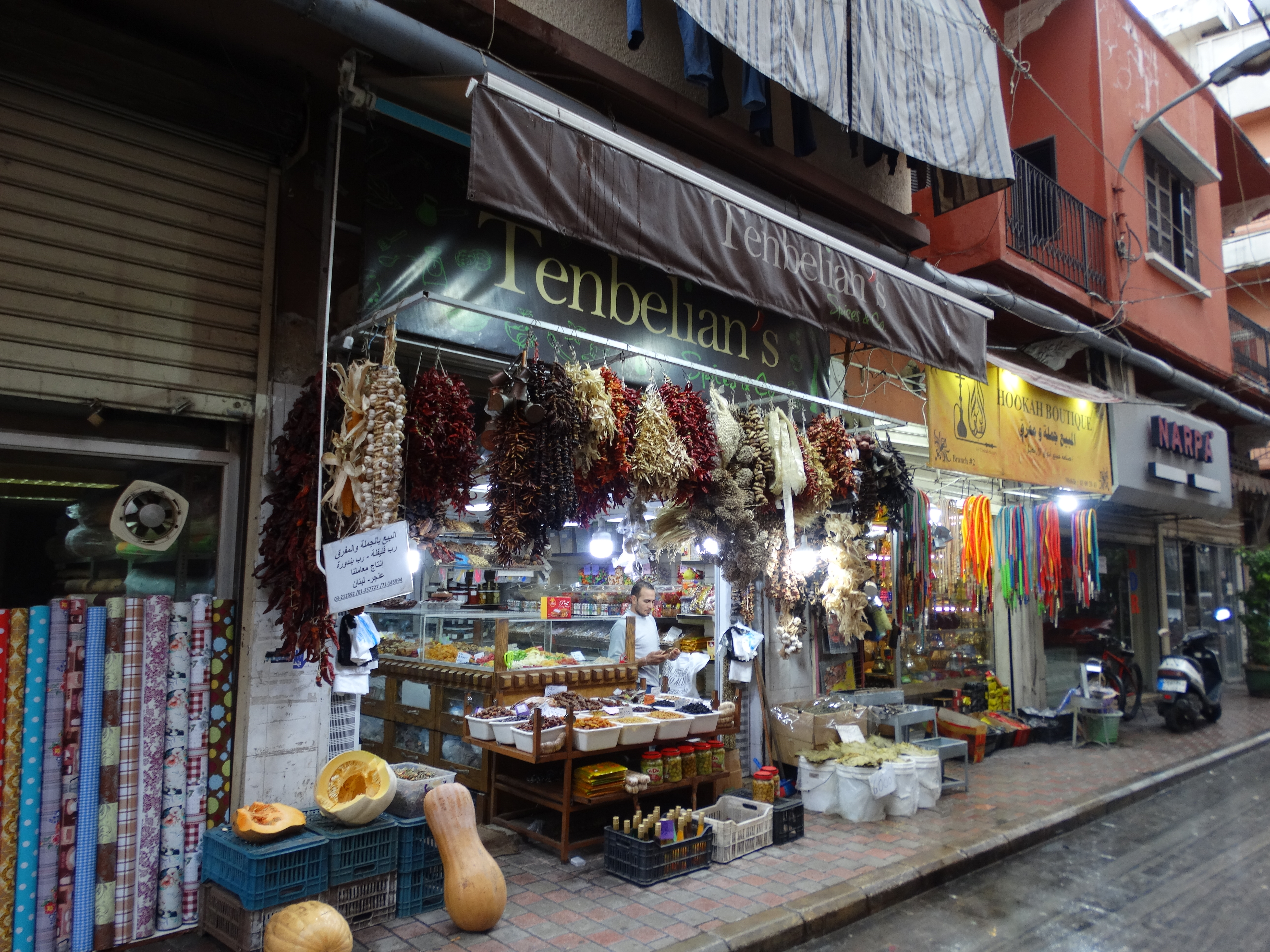
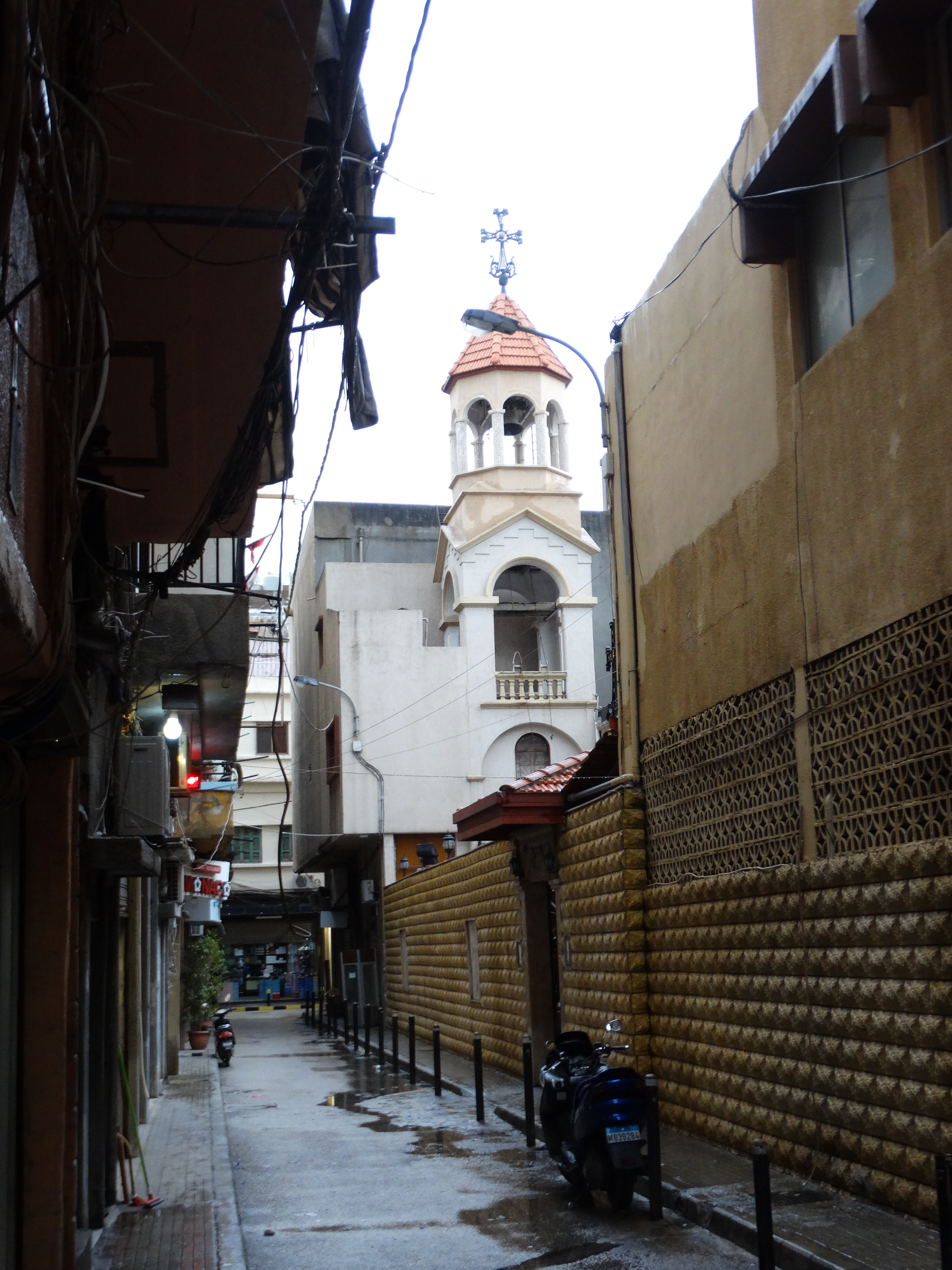
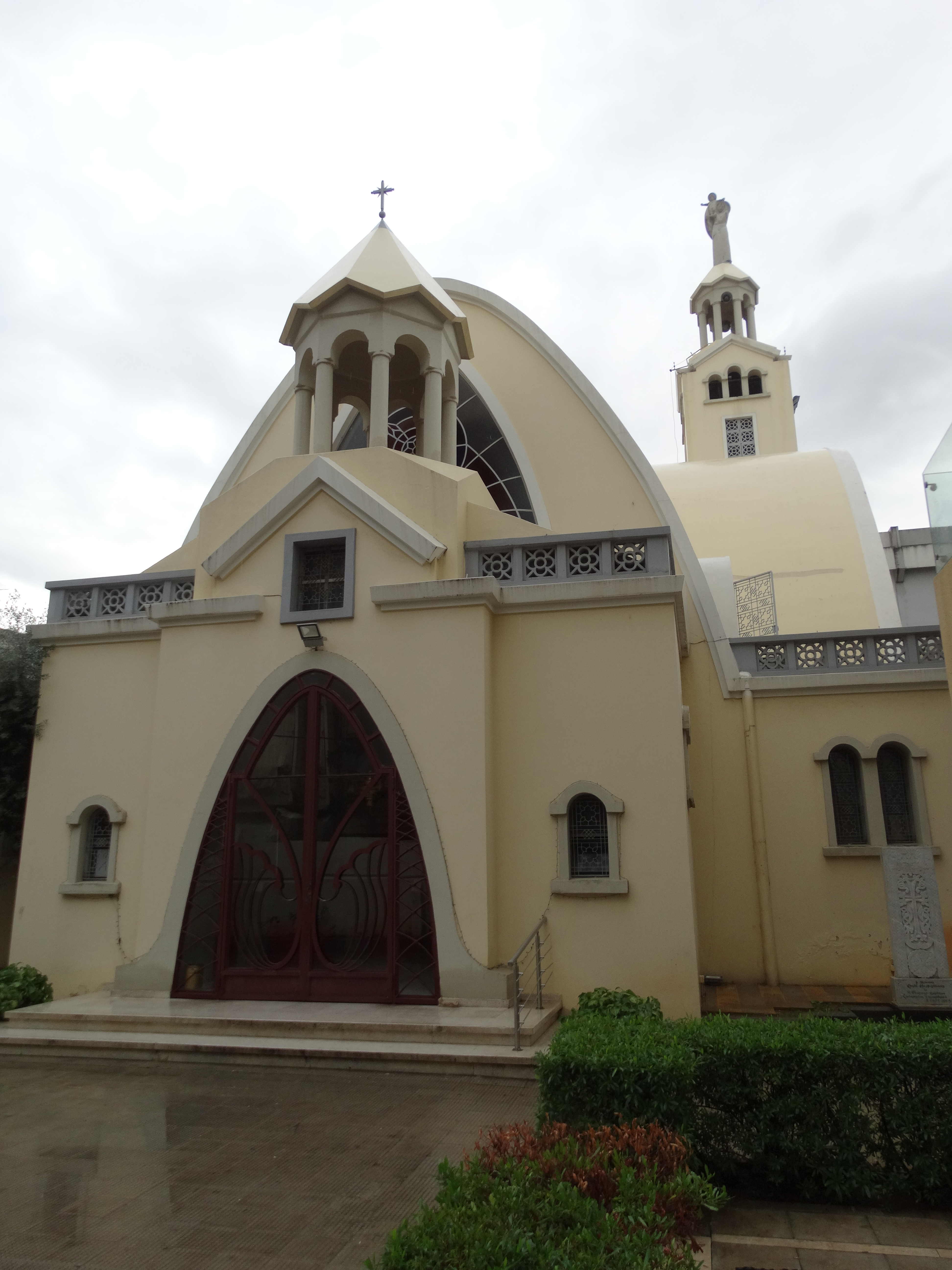
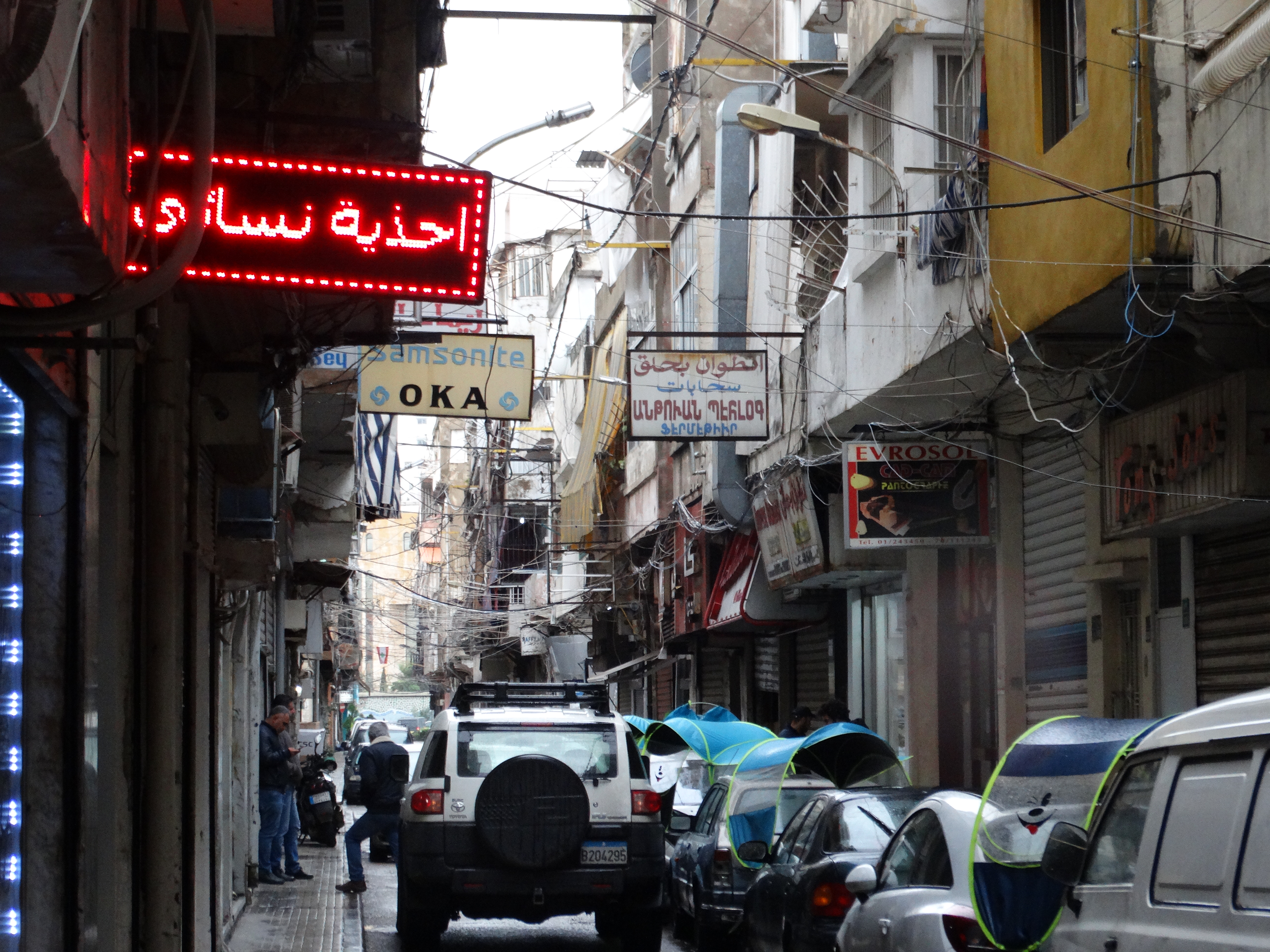

## Demografía
Bourj Hammoud tiene una población de 150.000 habitantes en una superficie de 2,5 km², lo que la convierte en una de las ciudades más densamente pobladas de Oriente Medio. Tiene una mayoría de población armenia, pero también tiene una notable población árabe musulmana chiita, así como libaneses cristianos de origen fenicio y griego y residentes extranjeros árabes. Entre sus habitantes también se cuenta una serie de trabajadores invitados de Asia y África, así como refugiados de Irak y Siria pertenecientes a diversas denominaciones religiosas.
Los armenios del Líbano hablan armenio occidental, como la mayoría de los armenios levantinos del Oriente Medio. Burj Hammoud tiene muchas escuelas armenias y es la sede de Aztag, uno de los mayores diarios armenios de la diáspora armenia. Burj Hammoud también tiene una radio armenia con licencia de 24 horas, "Voice of Van" (en armenio, "Vana Tsayn").
Hay tres partidos políticos armenios importantes en Bourj Hammoud; el Dashnaktsutyun, al que se adhieren la mayoría de los armenios de Burj Hammoud; Ramgavars y Hunchakians.
Las denominaciones cristianas armenias presentes son la Iglesia apostólica armenia que constituye a la mayoría, de la Iglesia católica armenia y la Iglesia evangélica armenia.
Los partidos políticos y las denominaciones religiosas mencionadas tienen sus propias instituciones, clubes, iglesias y escuelas dentro del distrito de Burj Hammoud. El actual alcalde de Burj Hammoud es el Sr. Mardig Boghossian.

## Economía
La economía de Bourj Hammond se basa en cinco categorías principales: 1) joyería hecha a mano; 2) industria del cuero (bolsas / zapatos / cinturones); 3) fábricas de ropa; 4) restaurantes de comida armenia tradicional; 5) mercado de especias y granos.
Además de lo anterior, es vista como una importante zona comercial del Líbano.

## Educación
- Ortodoxos armenios: Escuela parroquial armenia de Aksor Kassardjian (Աքսոր Գասարճեան Ազգային Վարժարան), Escuela parroquial armenia de Apkarian (Աբգարեան Ազգային Վարժարան), Escuela parroquial armenia de los Cuarenta Mártires (Armenio: en armenio: Քառասուն Մանկանց) y el colegio armenio de Levon & Sophia Hagopian Sitio web oficial
- Católicos armenios: Mesrobian Instituto & Santo y Universidad Técnicos Agnes Escuela Media
- Evangélicos armenios: Armenian Evangelical Shamlian Tatigian y la Escuela Secundaria de Peter & Emmanuel Torossian
- Sin denominación: Escuela Intermedia Vahan Tekeyan
- No-Armenias: Burj Hammoud también tiene escuelas armenias sin denominación, así como escuelas oficiales del gobierno, entre las que podemos encontrar a la escuela Al Inaya, escuela Al Salam, escuela Al Ahliya, escuela Al Sanabel, Escuela de Joseph del Santo y Lycée Nacional Libanais.

Universidades
Bourj Hammoud tiene dos universidades técnicas y vocacionales: L.Un.T.C. Escuela técnica (Armenia ortodoxo) y Mesrobian Universidad Técnica (Armenia católico)
Burj Hammoud también tiene una escuela armenia para niños con necesidades, llamada Zvartnots.

## Religión

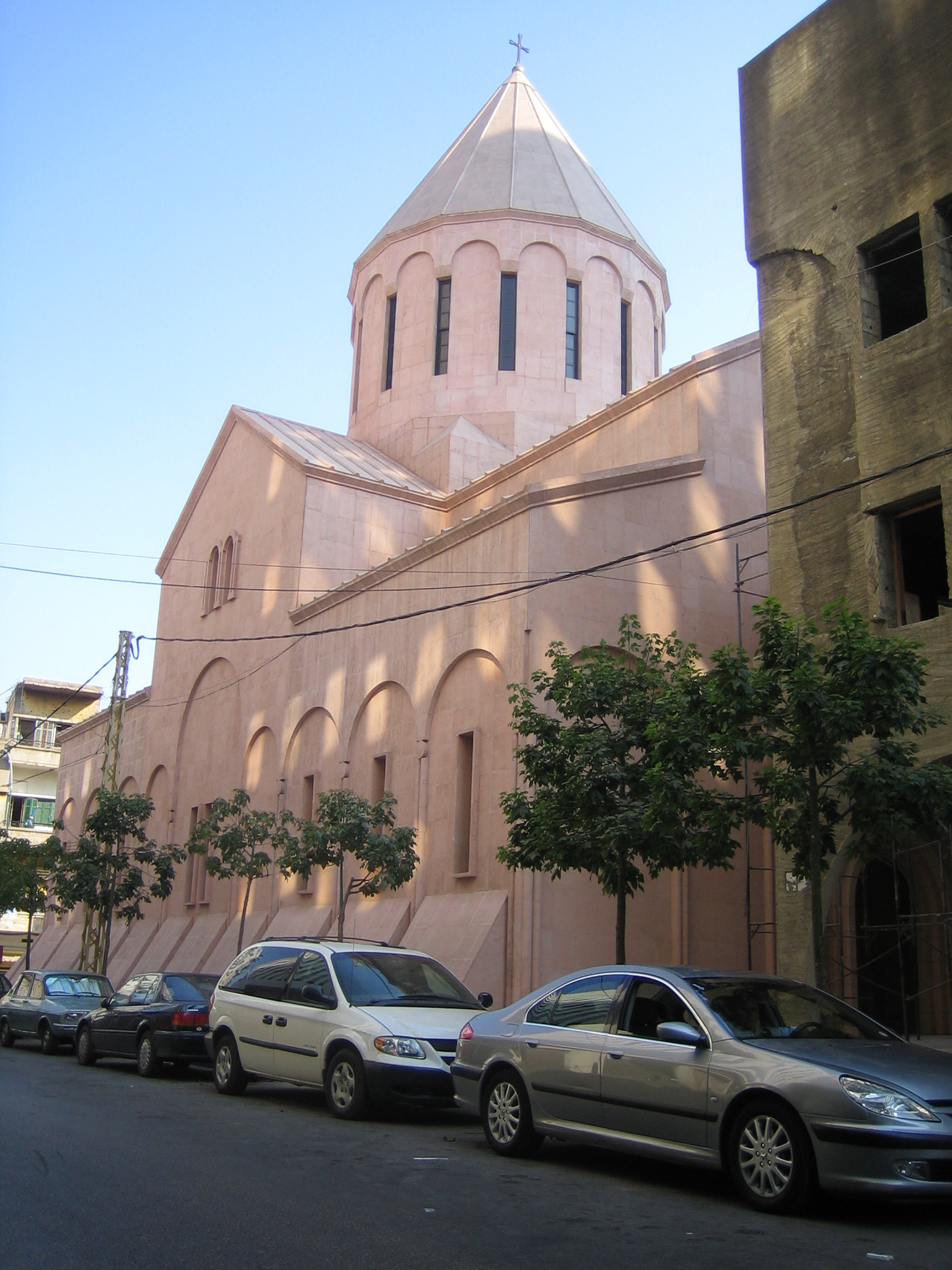
Iglesia de San Vartan, en Bourj Hammoud

- Iglesias apostólicas armenias: Iglesia de St. Vartan, Iglesia de los Cuarenta Mártires (Karasoun Manoug), Iglesia de Asdvadzadzin y San Sarkis.
- Iglesias católicas armenias: Iglesia de San Salvador (Sourp Pergitch).
- Iglesias evangélicas armenias: Iglesia evangélica armenia de Nor Marash, Iglesia evangélica armenia de Amanos y la iglesia evangélica Iglesia del Señor.

Otras denominaciones no armenias también tienen iglesias en Burj Hammoud, como los maronitas (Mar Doumit, Mar Yousef), los griegos ortodoxos, los griegos católicos y los adventistas del Séptimo Día.

## Deportes
Burj Hammoud tiene un estadio de fútbol municipal con una capacidad de 10.500 asientos.

## Instituciones
- Sociedad para la ayuda de los armenios
- Aztag (Diario)
- Hamazkayin
- "Voz de Van" (Vana Tsayn) estación de radio armenia